# 자메이카 여자 축구 국가대표팀
자메이카 여자 축구 국가대표팀은 자메이카를 대표하는 여자 축구 대표팀으로 자메이카 축구 연맹에서 관리한다. '레게 걸스'라는 별칭으로 알려져 있으며 1991년 4월 17일 아이티와의 1991년 CONCACAF 여자 축구 선수권 대회 B조 조별리그 1차전에서 국제 A매치 첫 경기를 치렀고 이 경기에서 0-1로 패했다.

## 국제 대회 경력

### FIFA 여자 월드컵
2018년 CONCACAF 여자 축구 선수권 대회에서 사상 첫 3위에 입상하며 사상 첫 여자 월드컵 본선 진출에는 성공했지만 정작 본선에서는 3전 전패의 처참한 성적으로 조별리그 탈락의 쓴 맛을 봤고 2022년 CONCACAF W 챔피언십에서도 3위를 차지하며 2회 연속 월드컵 본선에 진출했다.

### CONCACAF W 챔피언십
CONCACAF W 챔피언십 본선에는 6번 출전하여 이 가운데 2019년 여자 월드컵 북중미카리브 지역 예선을 겸한 2018년 대회와 2023년 여자 월드컵 북중미카리브 지역 예선격인 2022년 대회에서 3위에 이름을 올리면서 모든 국제 대회를 통틀어 가장 좋은 성적을 거두었다.

### 팬아메리칸 게임
팬아메리칸 게임 축구 본선에는 2번 출전하여 2007년 대회에서는 6위를 기록했고 2019년 대회에서는 7위에 이름을 올렸다.

## 성적

### FIFA 여자 월드컵
| FIFA 여자 월드컵 기록 | FIFA 여자 월드컵 기록 | FIFA 여자 월드컵 기록 | FIFA 여자 월드컵 기록 | FIFA 여자 월드컵 기록 | FIFA 여자 월드컵 기록 | FIFA 여자 월드컵 기록 | FIFA 여자 월드컵 기록 | FIFA 여자 월드컵 기록 | FIFA 여자 월드컵 기록 |
| 년도                  | 결과                  | GP                    | W                     | D*                    | L                     | GF                    | GA                    | GD                    | Squad                 |
| --------------------- | --------------------- | --------------------- | --------------------- | --------------------- | --------------------- | --------------------- | --------------------- | --------------------- | --------------------- |
| 1991                  | 지역 예선 탈락        | 지역 예선 탈락        | 지역 예선 탈락        | 지역 예선 탈락        | 지역 예선 탈락        | 지역 예선 탈락        | 지역 예선 탈락        | 지역 예선 탈락        | 지역 예선 탈락        |
| 1995                  | 지역 예선 탈락        | 지역 예선 탈락        | 지역 예선 탈락        | 지역 예선 탈락        | 지역 예선 탈락        | 지역 예선 탈락        | 지역 예선 탈락        | 지역 예선 탈락        | 지역 예선 탈락        |
| 1999                  | 불참                  | 불참                  | 불참                  | 불참                  | 불참                  | 불참                  | 불참                  | 불참                  | 불참                  |
| 2003                  | 지역 예선 탈락        | 지역 예선 탈락        | 지역 예선 탈락        | 지역 예선 탈락        | 지역 예선 탈락        | 지역 예선 탈락        | 지역 예선 탈락        | 지역 예선 탈락        | 지역 예선 탈락        |
| 2007                  | 지역 예선 탈락        | 지역 예선 탈락        | 지역 예선 탈락        | 지역 예선 탈락        | 지역 예선 탈락        | 지역 예선 탈락        | 지역 예선 탈락        | 지역 예선 탈락        | 지역 예선 탈락        |
| 2011                  | 불참                  | 불참                  | 불참                  | 불참                  | 불참                  | 불참                  | 불참                  | 불참                  | 불참                  |
| 2015                  | 지역 예선 탈락        | 지역 예선 탈락        | 지역 예선 탈락        | 지역 예선 탈락        | 지역 예선 탈락        | 지역 예선 탈락        | 지역 예선 탈락        | 지역 예선 탈락        | 지역 예선 탈락        |
| 2019                  | 조별 리그             | 3                     | 0                     | 0                     | 3                     | 1                     | 12                    | −11                   | Squad                 |
| 2023                  | 16강                  | 4                     | 1                     | 2                     | 1                     | 1                     | 1                     | 0                     | Squad                 |
| Total                 | 16강                  | 7                     | 1                     | 2                     | 4                     | 2                     | 13                    | −11                   |                       |

*Draws include knockout matches decided on penalty kicks.
| FIFA 여자 월드컵 역사 | FIFA 여자 월드컵 역사 | FIFA 여자 월드컵 역사 | FIFA 여자 월드컵 역사 | FIFA 여자 월드컵 역사 | FIFA 여자 월드컵 역사                    |
| 년도                  | 단계                  | 날짜                  | 상대팀                | 결과                  | 경기장                                   |
| --------------------- | --------------------- | --------------------- | --------------------- | --------------------- | ---------------------------------------- |
| 2019                  | 조별 리그             | 9 June                | 브라질                | L 0–3                 | Stade des Alpes, Grenoble                |
| 2019                  | 조별 리그             | 14 June               | 이탈리아              | L 0–5                 | Stade Auguste-Delaune, Reims             |
| 2019                  | 조별 리그             | 18 June               | 오스트레일리아        | L 1–4                 | Stade des Alpes, Grenoble                |
| 2023                  | 조별 리그             | 23 July               | 프랑스                | D 0–0                 | Sydney Football Stadium, Sydney          |
| 2023                  | 조별 리그             | 29 July               | 파나마                | W 1–0                 | Perth Rectangular Stadium, Perth         |
| 2023                  | 조별 리그             | 2 August              | 브라질                | D 0–0                 | Melbourne Rectangular Stadium, Melbourne |
| 2023                  | 16강전                | 8 August              | 콜롬비아              | L 0-1                 | Melbourne Rectangular Stadium, Melbourne |

### CONCACAF 여자 축구 선수권 대회
- 1991년: 조별 예선
- 1993년: 불참
- 1994년: 5위
- 1998년: 불참
- 2000년: 불참
- 2002년: 조별 리그
- 2006년: 4위
- 2010년: 불참
- 2014년: 조별 리그
- 2018년: 3위
- 2022년: 준결승

## 같이 보기
- 자메이카 축구 국가대표팀